# Superfamiljen
Superfamiljen (japanska: きまぐれオレンジ☆ロード, Kimagure Orenji Rodo, ofta förkortad KOR. Engelska: Kimagure Orange Road) är en romantisk manga och anime från 1980-talet.
Superfamiljen skrevs av Izumi Matsumoto och publicerades i Shūkan Shōnen Jump, och gjordes senare till en animeserie sänd av Nippon Television.
I mitten av 1990-talet gjordes även böcker av serien.
Musiken i animen är gjord av Yuki Kajiura (梶浦由記). Kanako Wada (加奈子和田 ) sjunger de flesta av låtarna.
Animen består av 48 avsnitt, ett pilotavsnitt, 8 OAV och två filmer. I Sverige har 4 DVD-er av animen släppts på svenska av Wendros. Mangan består av 18 volymer, den har ej översatts till svenska.

## Bakgrund
Tonårsromantik och övernaturliga förmågor blandas i denna serie som handlar om ett triangeldrama mellan huvudpersonen Kasuga Kyosuke (Kurre Carlsson på svenska), en obeslutsam och kluven kille som har superkrafter, Ayukawa Madoka (Madeleine Aurell på svenska), en vacker och stark tjej med ett mörkt förflutet, och Hiyama Hikaru (Linda Hajma på svenska), Madokas vimsiga och barnsliga bästa vän.
Kurre blir tvungen att flytta till en ny stad med sin familj, där alla barnen har superkrafter, efter att hans syster Kurumi (Nina på svenska) springer 100 meter på tre sekunder i skolan.
Första dagen i den nya staden träffar Kurre Madeleine vid en lång trappa och blir förälskad. Kurre fångar Madeleines hatt som har blåst iväg, och får sedan behålla den eftersom Madeleine tycker att han passar så bra i den. Senare i serien framgår det att det i själva verket var Kurre själv som köpte hatten till Madeleine 6 år innan serien tar sin början genom att resa tillbaka i tiden.
Några dagar efter mötet vid trappan använder Kurre sin superkraft efter en gymnastiklektion och kastar en basketboll rakt in i korgen tvärs över gymnastiksalen, vilket Linda ser och blir då förälskad i honom. Hon springer senare in i Kurre i skolkorridoren, inbillar sig att deras läppar möts och tror sedan dess att de är tillsammans.
Eftersom Madeleine är Lindas bästa vän vill hon inte såra henne och accepterar då förhållandet, även om hon också är förälskad i Kurre.

## Figurer
Kyosuke Kasuga (春日恭介) (Röst: Toru Furuya) (古谷徹)
Kurre Carlsson (Röst: Robert Sjöblom del 1,2,3 Olav F Andersen del 4)
Kurre är huvudpersonen i serien. Han går i högstadiet på en skola som heter Koryo High School. Kurre och hans två systrar Nina och Marie har superkrafter, som de inte får lov att visa offentligt för sin pappa. Kurres mamma dog när hans systrar föddes, och det är från hennes sida av familjen barnen har fått sina krafter. 
Varje gång någon har lagt märke till familjen Carlssons krafter har de flyttat till en ny stad, vilket har lett till att de har flyttat 7 gånger.
Kurre kan bland annat teleportera sig, se in i framtiden, hoppa i tiden (oftast genom att kasta sig utför trappan där han och Madeleine först möttes) och få saker att flyga. Han kan även hypnotisera sig själv genom att stirra sig själv i spegeln väldigt länge.
Det är på grund av Kurres obeslutsamhet som triangeldramat uppstår mellan honom, Madeleine och Linda. Allt eftersom serien fortskrider känner Kurre att han inte kan göra slut med Linda på grund av att han inte vill såra henne eller förstöra hennes, eller sin egen vänskap med Madeleine.
Madoka Ayukawa (鮎川まどか) (Röst: Hiromi Tsuru) (鶴ひろみ)
Madeleine Aurell (Röst: Beatrice Järås)
Madeleine är hemligt förälskad i Kurre, och är bästa vän med Linda. Hon går i samma klass som Kurre.
När hon först träffar Kurre verkar hon vara en söt och oskyldig tjej, det står dock i stark kontrast till hennes personlighet i skolan, där hon kallas "argbiggan" och är fruktad och föraktad av både de manliga och kvinnliga eleverna. Hon hamnar ofta i bråk med olika gäng, men är väldigt stark och vinner oftast de slagsmål hon är med i. 
Madeleine kan kasta plektrum så att de orsakar stor skada på offret. 
Trots sitt dåliga rykte är hon en väldigt mogen flicka, som på fritiden spelar saxofon och jobbar som servitris på kaféet ABCB あばかぶ (Uttalas "Abakubb" på svenska).
Madeleines föräldrar jobbar som musiker och är oftast bortresta, så Madeleine bor i ett stort hus tillsammans med sin äldre syster. När hennes syster gifte sig och flyttade utomlands med sin man senare i serien bor Madeleine i huset själv.
Efter att Madeleine träffar Kurre förändras hennes personlighet gradvis, hon slutar röka, skolka, dricka och gå ut på discon. Även folk i skolan börjar tala med henne och inser att hon inte är så farlig trots allt.
 Hikaru Hiyama (檜山ひかる) (Röst: Eriko Hara) (原えりこ)
Linda Hajma (Röst: Mia Benson del 1,2,3 Louise Raeder del 4)
Linda var, precis som Madeleine, fruktad på skolan innan Kurre dök upp. När hon en dag går och tjuvröker vid gymnastiksalen ser hon Kurre kasta en basketboll tvärs genom gymnastiksalen genom att använda kraften och blir då förtjust i honom och börjar kalla honom för sin "älskling".
Hon har varit Madeleines bästa vän i flera år och ser henne som sin beskyddande storasyster.
Linda är två år yngre än Kurre och Madeleine och delar födelsedag med Kurre.
Manami Kasuga (春日まなみ) (Röst: Michie Tomizawa) (富沢美智恵)
Marie Carlsson (Röst: Beatrice Järås del 1,2,3, Mia Benson del 4)
Marie är en av Kurres systrar, och tvillingsyster med Nina. Det är hon som har hand om familjen Carlssons matlagning, städning och övriga hushållssysslor.
Maries superkrafter involverar teleportering och telekinesi, men hon använder sina krafter väldigt sparsamt.
Hon är väldigt förtjust i Madeleine och vill se henne tillsammans med Kurre, hon är dock omedveten om hans känslor för henne.
Kurumi Kasuga (春日くるみ) (Röst: Chieko Honda) (本多知恵子)
Nina Carlsson (Röst: Mia Benson del 1,2, Beatrice Järås del 3)
Nina är Maries yngre tvillingsyster. Hon är väldigt energisk och egensinnig.
Hon är den i familjen som använder sina krafter mest, oftast utan att tänka på konsekvenserna. Nina sprang 100 meter på tre sekunder vilket ledde till att familjen flyttade till staden där serien äger rum. 
Ninas superkrafter är teleportering och telekinesi. Hon är även en mästare på att hypnotisera folk, speciellt Kurre.
Nina är väldigt förtjust i Linda, och ser gärna henne tillsammans med sin bror.
Takashi Kasuga (春日隆) (Röst: Kei Tomiyama) (富山 敬)
Pappa Carlsson (Röst: Gunnar Ernblad)
Pappa till Kurre, Nina och Marie. Han arbetar som landskapsfotograf, men har även hoppat in och fotograferat modeller när han behövts. Han har inga superkrafter.
Jingoro (ジンゴロ) (Röst: Kenichi Ogata)
Ginger (Röst: Peter Harryson)
Familjen Carlssons väldigt överviktiga katt i animeserien. Han medverkar inte i mangan. Ginger utsätts dagligen för Marie och Ninas krafter då de får honom att sväva omkring. Detta medför att han ofta försöker rymma från balkongen.
Akemi Kasuga
Mamma till Kurre, Nina och Marie. Dog när tvillingarna föddes.
Master (マスター) (Röst: Yusaku Yara) (屋良有作)
Chefen (Röst: Peter Harryson del 1,2,3 Olav F Andersen del 4)
Ägare av caféet ABCB som ligger på Orange Road (Ibland även kallad Orange Street) och är Madeleines chef. Han är en av de få figurer i serien som känner till Kurres och Madeleines känslor för varandra, och gör allt i sin makt för att deras förhållande ska gå så bra som möjligt.
Seiji Komatsu ((小松整司) (Röst: Keiichi Nanba) (難波圭一)
Stefan Komatsu (Röst: Peter Harryson del 1,2,3 Fredrik Dolk del 4)
En av Kurres vänner, och klasskamrater. Hans stora intresse i livet är tjejer, han är speciellt förtjust i Kurres syster Marie. Stefan, Robban och Kurre brukar sitta i hans rum och titta i tidningar med tjejer i. Hela Stefans rum är fulltapetserat med bilder på tjejer.
Kazuya Hatta (八田一也) (Röst: Naoki Tatsuta) (龍田直樹)
Robban (Röst: Gunnar Ernblad)
En av Kurres vänner, och klasskamrater. Även han är väldigt förtjust i tjejer, men han tycker mest om Nina.
Yusaku Hino (火野勇作) (Röst: Masami Kikuchi) (菊池正美)
Micke Torp (Röst: Gunnar Ernblad)
Micke är lika gammal som Linda, och har varit kär i henne ända sedan han var liten. Han frågade Linda om hon ville gifta sig med honom, och hon svarade skämtsamt att det vill hon om han blir starkare. Detta medförde att han har tränat karate i flera år. 
Micke tycker inte om Kurre, delvis för att han är tillsammans med Linda men också för att han tycker att Kurre är en kvinnokarl.
I närheten av Linda blir Micke oftast nervös och kan då aldrig berätta sina känslor för henne.
Kazuya Kasuga (春日一弥) (Röst: Chika Sakamoto) (坂本千夏)
Kurres yngre kusin, och en exakt kopia av honom. Vid flera tillfällen har folk misstagit Kazuya för Kurres son. Kazuya har också "Kraften". Både i mangan och animen använder han nästan enbart telepati, och telekinesi vid enstaka tillfällen. Kyosuke och Kurre kan byta kropp med varandra genom att slå ihop sina huvuden. Kazuya har även vid ett tillfälle bytt kropp med Ginger.
I mangan har Kazuya två kvinnliga vänner, som är kopior av Madeleine och Linda. 
Akane Kasuga (春日あかね) (Röst: Naoko Matsui) (松井菜櫻子)
Kazuyas äldre syster, lika gammal som sin kusin Kurre. Akane har också "Kraften", men hennes specialitet är att få folk att se syner. Hon använder sin kraft till att få sig själv att verka vara andra personer. Hon är väldigt förtjust i Madeleine.
Ojiichan, Obaachan
Kurres, Nina och Maries morföräldrar. De har "Kraften" och använder sig av den så ofta de kan.
Sayuri Hirose
Sayuri är en tjej som bara medverkar i mangan. Hennes livsuppgift är att krossa så många killars hjärtan som möjligt. Hon bär alltid med sig en bok där hon skriver upp vilka killars hjärtan hon har krossat. 
Hiromi
Hiromi medverkar bara i mangan. Hon var Kurres klasskamrat vid hans förra skola och bytte till Koryo High School i mitten av mangan. Hon tycker om att förvirra Kurre, och varken läsaren eller Kurre vet om hon känner till "Kraften".
Ushiko (牛子) (Röst: Katsumi Suzuki) (鈴木勝美)
Therese (Röst: Mia Benson)
Therese bor två våningar under familjen Carlsson tillsammans med sin man Erik. Hon och Erik är väldigt kära i varandra och tillbringar varje minut med att förklara sin kärlek för varandra, vare sig de sitter i parken, är hemma eller åker skridskor. 
Therese och Erik träffades vid samma trappa som Kurre och Madeleine först möttes, 6 år innan serien tar sin början, då Therese tappade sin näsduk och Erik plockade upp den och de båda genast fattade tycke för varandra (Se avsnitt 48). Therese medverkar bara i animen.
Umao (馬男) (Röst: Chisato Nakajima) (中島千里)
Erik (Röst: Peter Harryson)
Erik bor med sin fru Therese två våningar under familjen Carlsson. Han är ofta sen till jobbet för att han har fullt upp med att förklara sin kärlek för Therese. Han medverkar bara i animen.